# سانپائولو
سانپائولو (انگلیسی: Sanpaolo) شرکت خدمات مالی و بانکداری اسپانیایی است، که در سال ۱۵۶۳ تأسیس شد.